# Vikram Bhatt
Vikram Bhatt (Mumbai, 27 gennaio 1969) è un regista, sceneggiatore e produttore cinematografico indiano.

## Filmografia

### Regista
- Jaanam (1992)
- Madhosh (1994)
- Gunehgar (1995)
- Fareb (1996)
- Bambai Ka Babu (1996)
- Ghulam (1998)
- Kasoor (2001)
- Raaz (2002)
- 2002 - Aap Mujhe Achche Lagne Lage
- 2002 - Awara Paagal Deewana
- 2003 - Inteha
- 2003 - Footpath
- 2004 - Aetbaar
- 2005 - Elaan
- 2005 - Jurm
- 2005 - Deewane Huye Pagal
- 2006 - Ankahee
- 2007 - Red: The Dark Side
- 2007 - Speed
- 2007 - Life Mein Kabhie Kabhiee
- 2008 - 1920
- 2010 - Shaapit
- 2011 - Haunted – 3D
- 2012 - Dangerous Ishhq
- 2012 - Raaz 3D
- 2014 - Creature 3D
- 2015 - Mr. X
- 2016 - Love Games
- 2016 - Raaz Reboot
- 2018 - 1921
- 2019 - Ghost
- 2020 - Hacked

### Sceneggiatore
- Dastak (1996)
- Aetbaar, regia di Vikram Bhatt (2004)
- Bardaasht (2004)
- Yakeen (2005)
- Ankahee, regia di Vikram Bhatt (2006)
- Three- Love, Lies and Betrayal (2009)
- Hate Story (2012)
- 1920: Evil Returns (2012)
- Ankur Arora Murder Case (2013)
- Khamoshiyan (2015)
- 1920 London (2016)
- Ghost (2019)
- Chehre (2020)

### Produttore
- Muthirai (2009)
- 1920 (2008)
- Three- Love, Lies and Betrayal (2009)
- Lanka (2011)
- Hate Story (2012)
- 1920: Evil Returns (2012)
- Dangerous Ishq (2012)
- Horror Story (2013)
- Hate Story 2 (2014)
- Bhaag Johnny (2014)
- Hate Story 3 (2015)

## Premi
- Stardust Award
  - "Best Director of the Year" (2003) - Raaz